# Штёр, Хенри
Хенри Штёр (нем. Henry Stöhr; род. 6 июня 1960, Райхенбах-им-Фогтланд, Фогтланд) — немецкий дзюдоист, чемпион и призёр чемпионатов ГДР, Германии и Европы, призёр чемпионата мира, призёр и участник Олимпийских игр.

## Карьера
Выступал в тяжёлой (свыше 95 кг) и абсолютной весовых категориях. В период с 1983 по 1993 годы 15 раз становился чемпионом ГДР и Германии, дважды был серебряным и дважды бронзовым призёром чемпионатов. На летних Олимпийских играх 1988 года в Сеуле стал серебряным призёром Олимпиады в категории свыше 95 кг. На следующей Олимпиаде в Барселоне занял 13-е место.